# Niccolò Granello

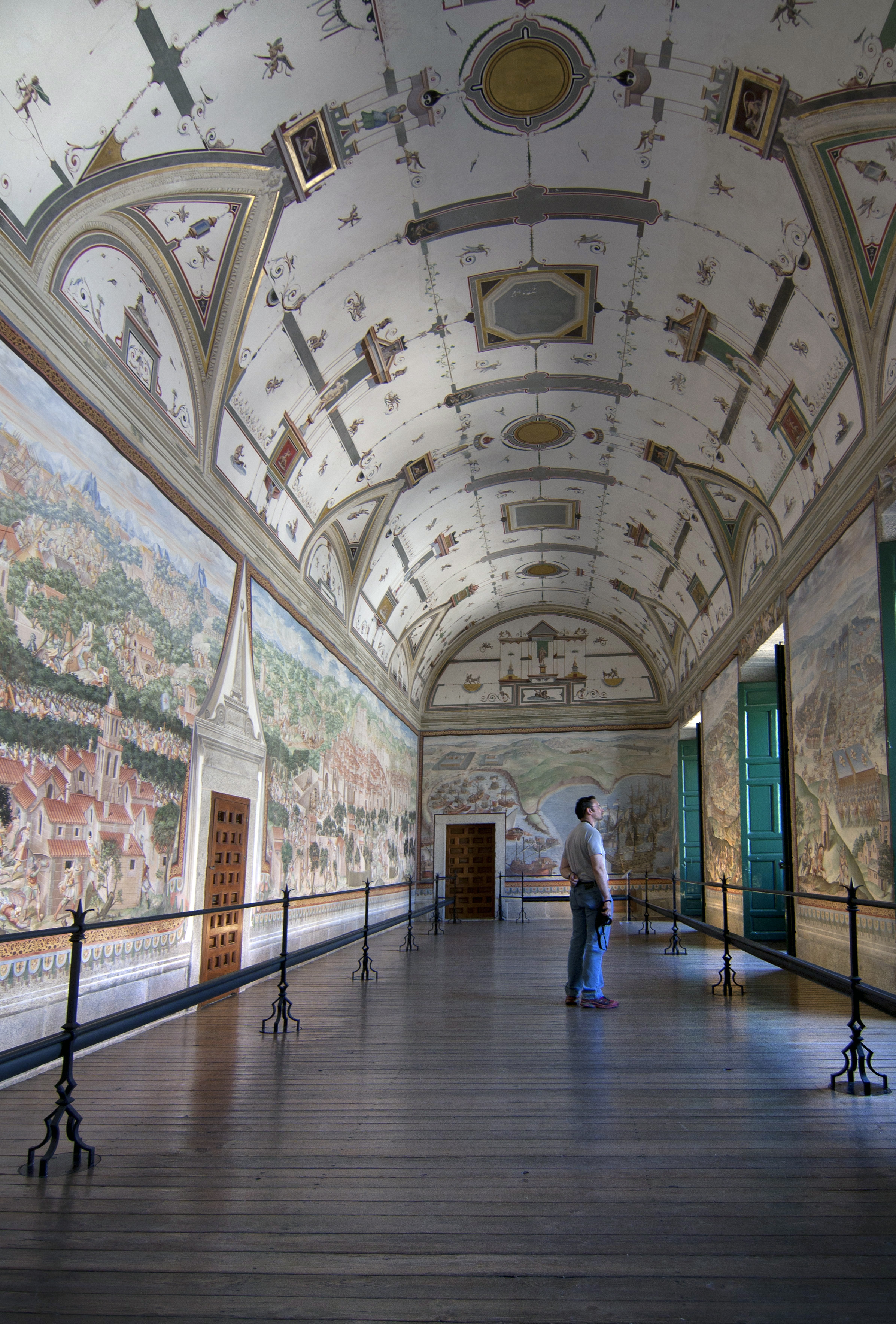
Sala de batallas del Monasterio de El Escorial. Decoración al fresco realizada entre 1585 y 1591 por un equipo de pintores encabezado por Niccolò Granello.

Niccolò Granello, también llamado Nicolás Granello y Nicolao Granelo (1553-1593), fue un pintor italiano establecido en España, donde se documenta toda su producción. Como pintor al fresco se especializó en la pintura decorativa de grutescos al servicio siempre de Felipe II.

## Biografía
Hijo del primer matrimonio de la mujer de Giovanni Battista Castello, il Bergamasco, llegó a España siendo aún niño, hacia 1567, acompañando a su padrastro llamado por Álvaro de Bazán para trabajar en su palacio del Viso del Marqués. En 1571, muerto ya el Bergamasco, fue nombrado pintor del rey por su participación en la decoración de la Torre dorada del viejo Alcázar de Madrid, en el que continuó trabajando hasta 1575, con alguna esporádica intervención en Valsaín. Pasó luego a El Escorial en compañía de su medio hermano Fabrizio Castello y de otros miembros del equipo que había acompañado a su padrastro desde Génova, entre ellos los hermanos Gian María y Francesco da Urbino, Francesco da Viana y otros, con los que trabajó de forma continuada en la decoración de las bóvedas y algunas paredes de diversas dependencias de la basílica y monasterio de El Escorial hasta su muerte, el 30 de noviembre de 1593. 

## Obra en el monasterio de El Escorial
El programa decorativo desarrollado en El Escorial comenzó en 1581 por el zaguán del capítulo, en el que Granello y Francesco da Urbino pintaron un recuadro central, ocupado por unos voluminosos ángeles con coronas de laurel, flanqueado por un friso decorativo. Entre 1583 y 1584 se encargó de las pinturas de las bóvedas de la sacristía y de la antesacristía, al frente de un equipo integrado por Fabrizio Castello, Francesco Viana, dorador, y Francesco da Urbino. La utilización aquí de los grutescos, destacados por fray José de Sigüenza como un tipo de obra nuevo, combinaba motivos clásicos y religiosos, cargados de contenidos morales, con la decoración vegetal y geométrica.
En diciembre de 1584 contrató la pintura de la bóveda de la Sala de batallas como responsable de una cuadrilla formada por su medio hermano Fabrizio Castello y dos miembros del equipo llegado con Luca Cambiaso: su propio hijo, Orazio Cambiaso, y Lazzaro Tavarone. Con un repertorio de motivos fantásticos y alegóricos de contenido profano, inspirados en los diseños de Perino del Vaga, los pintores concluyeron en solo seis meses la pintura de los casi sesenta metros de largo de la sala y cobraron por su trabajo la no desdeñable cifra de 1000 ducados. A continuación el equipo dirigido por Granello se ocupó de la pintura de los techos de las dos salas del capítulo, a la vez que retocaban las pinturas del zaguán, trabajos que les ocuparon todo el año siguiente, pero en enero de 1587 contrataron la pintura del gran fresco de la batalla de La Higueruela en la misma Sala de batallas, tarea muy distinta de la pintura de grutescos que venían realizando y para la que se sirvieron como modelo de un viejo lienzo pintado en grisalla hallado en el Alcázar de Segovia. Concluida esta pintura, en septiembre de 1589, con Castello y Tavarone, pues Orazio Cambiaso había retornado a Italia, contrató las pinturas de los muros restantes, correspondiéndole las dos de los muros cortos de los extremos, donde pintó dos escenas de la batalla de la Isla Terceira, y la última del muro norte, con la batalla de Doullens, última batalla de la guerra contra Francia de 1557 y 1558, iniciada con la toma de San Quintín. En febrero de 1591, aún sin concluir estos frescos, comenzaron a trabajar en la pintura de los cajones de la librería alta, en la que todavía pudieron encargarse de los grutescos de la bóveda.